# Cnemiornis
Cnemiornis — вимерлий рід гусеподібних птахів родини качкових (Anatidae). Був поширений в Новій Зеландії та вимер після появи людей. Включає два види: С. gracilis мешкав на Північному острові, С. calcitrans — на Південному острові.

## Опис
Це була досить велика гуска, заввишки до 70 см. Птахи з Північного острова важили до 15 кг, тоді як птахи Південного острова досягали 18 кг. Вони не літали, мали значно зменшену перетинку на лапах, що було пристосуванням для проживання на землі.

## Вимирання
Вони ніколи не були особливо поширеними, і, як і багато інших великих ендемічних видів Нової Зеландії, на них полювали полінезійці, які колонізували острови. Обидва види вимерли до прибуття європейських поселенців.